# Il portiere di notte
Il portiere di notte è un film italiano del 1974 diretto da Liliana Cavani.

## Trama
Nel 1957, anni dopo la seconda guerra mondiale, si incontrano per puro caso Lucia, sopravvissuta al campo di concentramento che lì venne rinchiusa in quanto figlia di un socialista, e il suo aguzzino Maximilian che, sotto falso nome, lavora come portiere di notte in un albergo di Vienna. Il loro incontro li fa precipitare in una relazione sadomasochista, con la variante che l'ex-vittima è a conoscenza del passato del suo aguzzino e può fuggire oppure denunciarlo. Per occultarsi, Maximilian lavora ossessivamente per compiacere gli ospiti, specialmente la contessa - una confidente che richiede i suoi servigi come procacciatore di giovani che le facciano da partner sessuali.
Molti degli ospiti dell'albergo sono criminali di guerra, che tengono riunioni segrete nell'hotel per sviluppare strategie atte a far sparire qualsiasi prova che li colleghi ai loro crimini. Max prepara con questi ex-nazisti la sua posizione per un suo ipotetico imminente processo di guerra condotto dagli Alleati, sviluppando così un finto processo segreto al fine di capire come reagire durante gli interrogatori, per sopprimere ogni residuo senso di colpa e, anche, per ricordarsi ogni dettaglio eventualmente presente negli archivi, che, in questo caso, doveva essere distrutto, o ricordare i nomi di possibili testimoni da intimidire o eliminare.
In questo micro-ambiente, dove si alimenta la nostalgia per il Führer, arriva per un breve soggiorno una delle poche persone che potrebbero testimoniare contro gli ospiti - la giovane prigioniera del campo di Vienna che nel frattempo ha sposato un americano, direttore d'opera lirica. Durante la prigionia lei era stata violentata da Max, allora ufficiale delle SS, che però è subito ossessionato dalla loro passata relazione vittima/carnefice. I due subiscono una insana reciproca e incontrollabile attrazione che li porta a legare i loro destini, nonostante il passato oscuro che condividono e per il pericolo rappresentato dai camerati di Max, Klaus e Hans, che non sembrano cambiati affatto nel loro atteggiamento da nazisti fanatici e assetati di sangue.

## Critica
I lavori della regista Liliana Cavani hanno provocato forti reazioni sia favorevoli sia negative, nel pubblico e nella critica. Per Il portiere di notte la Cavani venne sia celebrata per il suo coraggio nel trattare il disturbante tema della trasgressione sessuale, sia, simultaneamente, criticata per la trama sorprendentemente controversa nella quale presentava una simile trasgressione, nello scandaloso contesto della narrazione dell'Olocausto. Al momento di esprimere un giudizio morale, il film tende a dividere le platee, sia per i temi oscuri e disturbanti che per l'ambigua chiarificazione morale tentata nel finale. Nonostante tutto, è il film per il quale Liliana Cavani è più conosciuta.
Il critico cinematografico Roger Ebert scrisse che «The Night Porter è un'opera sgradevole quanto lubrica, un esecrabile intento di titillarci, servendosi delle memorie di persecuzione e sofferenza. È (so quanto suoni osceno) nazi-chic».

## Riconoscimenti
- 1975 - Nastro d'argento
  - Candidatura al Nastro d'argento al regista del miglior film a Liliana Cavani
  - Candidatura al Nastro d'argento alla migliore sceneggiatura a Liliana Cavani

## Galleria d'immagini

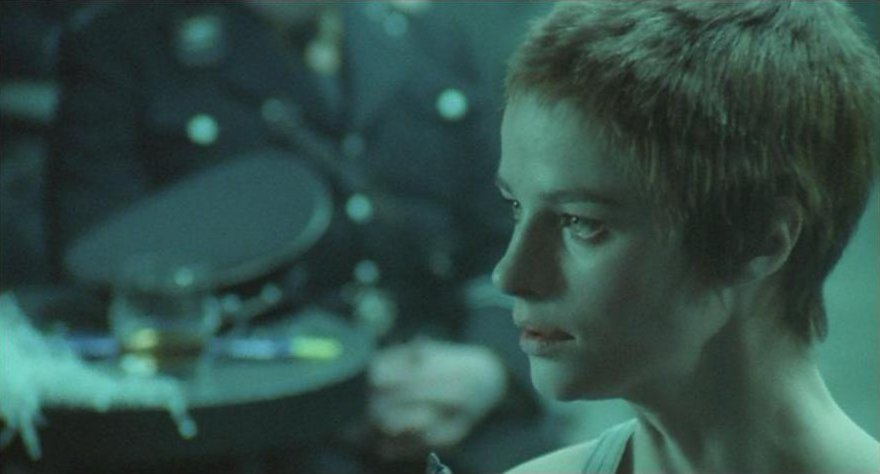
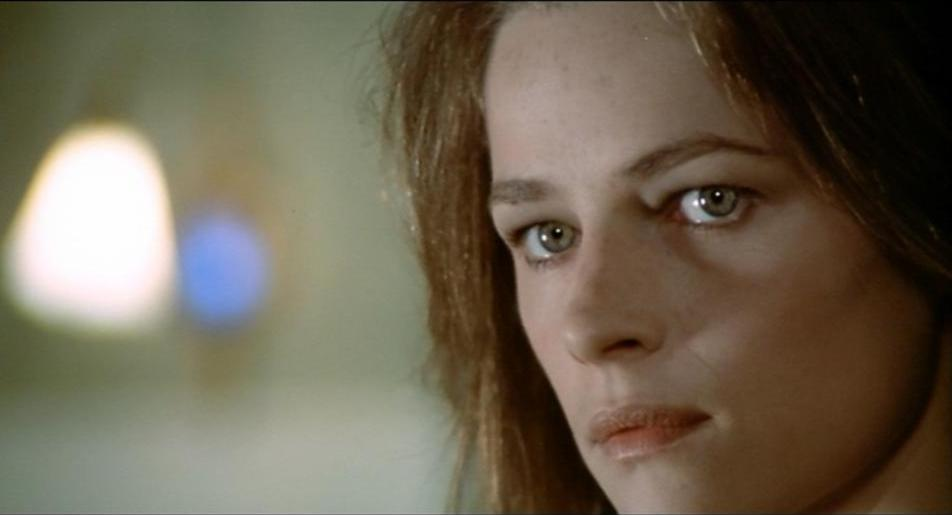
Charlotte Rampling
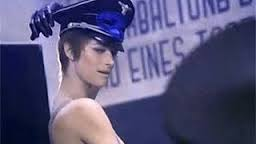